# Reinaldo Ventura
Reinaldo Miguel da Silva Ventura, meglio noto come Reinaldo Ventura (Vila Nova de Gaia, 26 maggio 1978), è un hockeista su pista portoghese.
nella stagione 2017-2018 giocò nel CGC Viareggio.
Ventura ha fatto il suo debutto per hockey su pista all'età di 12 anni all'FC Porto. Ha potuto svolgere tutte le posizioni (difensore, centro, attaccante), ha segnato molti gol, con la maglia del Porto e con la nazionale portoghese di hockey su pista.
Con i club ha vinto dodici titoli di campionato, nonché sette coppe del Portogallo. Con la nazionale ha debuttato nel 1997. Fece parte della squadra che ha vinse il Campionato del mondo di Hockey su pista del 2003. È stato il capitano del team finalista del Campionato europeo di hockey su pista nel 2008 e nel 2010, così come il team finalista del Campionato del mondo 2009. Nel 2015 ha annunciato di aver lasciato l'FC Porto per OC Barcelos dopo aver giocato per 25 anni. Nel 2017 passa al Cgc Viareggio, facendo la sua prima esperienza all'estero.